# 三豊市

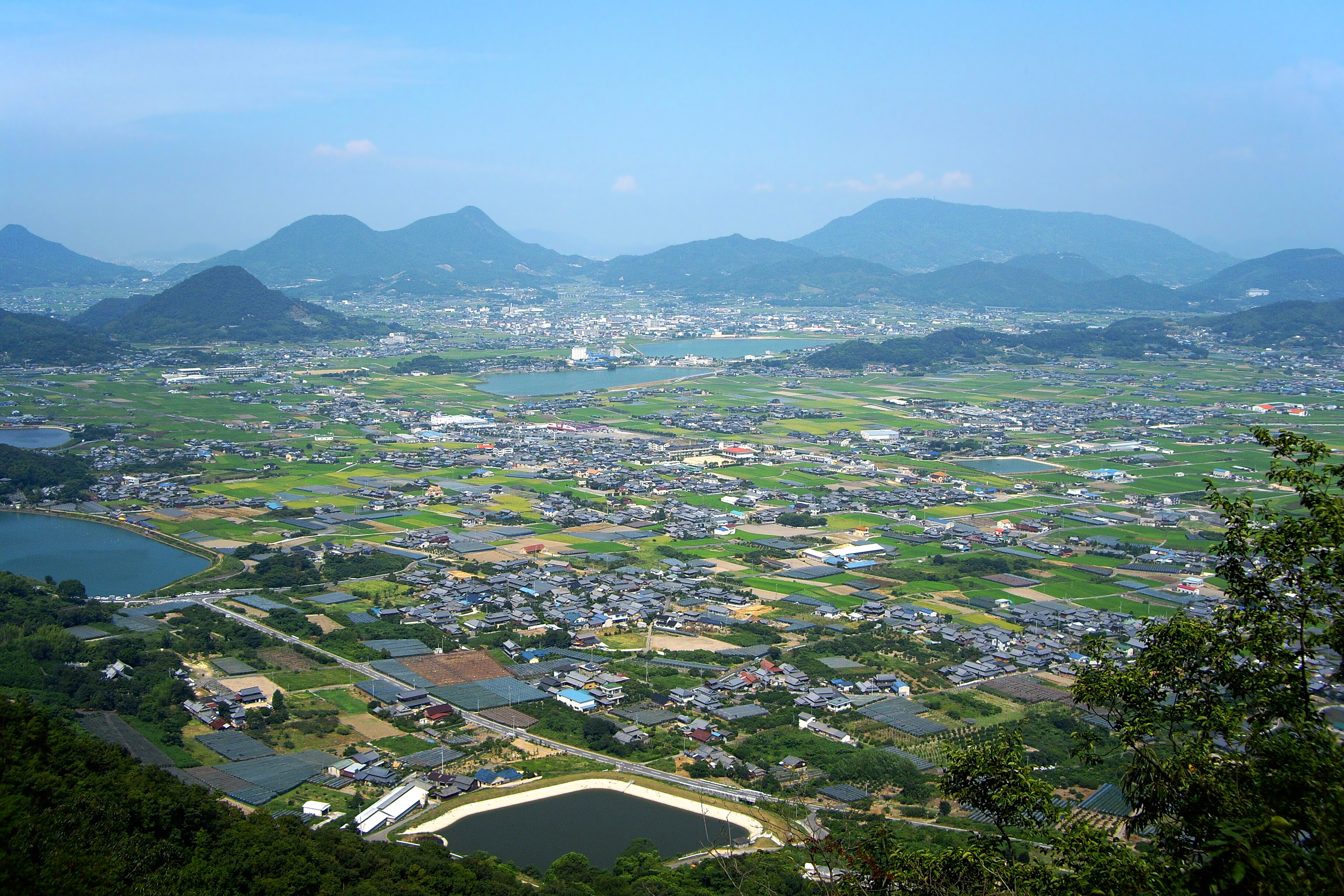
三豊平野の北部
（正面の連なる山々の裏側が中讃地方）

三豊市（みとよし）は、香川県の西部に位置する市。香川県内では高松市、丸亀市に次いで3番目に人口の多い都市でもある。

## 地理

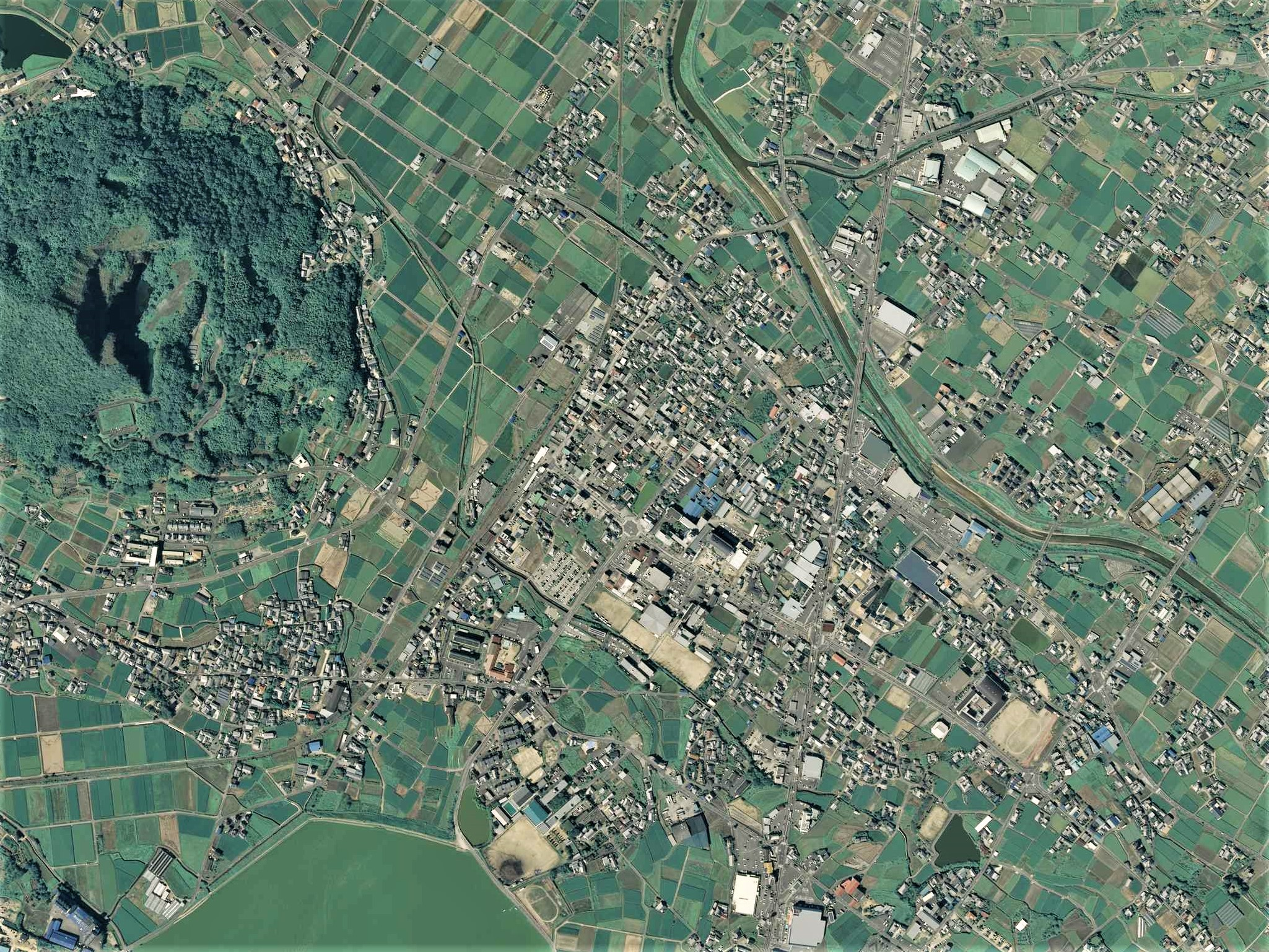
市役所の所在する高瀬地区の空中写真。
2015年9月11日撮影。。

市域は香川県を南北に縦断する。北は瀬戸内海に面し、南は讃岐山脈で徳島県の三好市と県境を接する。県内で隣接する自治体は、東側が多度津町、善通寺市、琴平町、まんのう町、西側が観音寺市である。
北部は紫雲出山や妙見山を頂く荘内半島が北西に向かって突き出すように延びる。特に高瀬川流域や沿岸地域。（詫間、仁尾、三野地区が中心。）
中部では三豊平野が広がる盆地にあり、高速道路や国道が通る。財田川と高瀬川双方の河川流域をもつ高瀬地区が例で、鉄道に至っては北部の沿岸から中部の三豊平野を通過する。
東側は大麻山や象頭山、琴平山で中讃地方に接する。
南部では讃岐山脈があり、財田川流域を中心とする地域（主に豊中、山本、財田地区）である。観音寺市にも近い。愛媛県に向かう交通だけでなく、徳島県を経て高知県に連絡する国道や鉄道（土讃線）も走る。
- 山：紫雲出山、妙見山、七宝山、東部山、鬼ヶ臼山、朝日山、傾山、火上山、大麻山、象頭山、琴平山、爺神山（高瀬富士）、塔重山、若狭峰、中蓮寺峰
- 池：国市池、岩瀬池、勝田池、宝山湖
- 川：高瀬川、財田川、竿川
- 島：志々島、粟島、唐島、丸山島、三玉岩、蔦島、小蔦島、津島

- 爺神山（高瀬富士）
- 七宝山から見た北西部

### 気候
瀬戸内海式気候であり、温暖である。
| 財田（1991年 - 2020年）の気候      | 財田（1991年 - 2020年）の気候 | 財田（1991年 - 2020年）の気候 | 財田（1991年 - 2020年）の気候 | 財田（1991年 - 2020年）の気候 | 財田（1991年 - 2020年）の気候 | 財田（1991年 - 2020年）の気候 | 財田（1991年 - 2020年）の気候 | 財田（1991年 - 2020年）の気候 | 財田（1991年 - 2020年）の気候 | 財田（1991年 - 2020年）の気候 | 財田（1991年 - 2020年）の気候 | 財田（1991年 - 2020年）の気候 | 財田（1991年 - 2020年）の気候 |
| 月                                 | 1月                           | 2月                           | 3月                           | 4月                           | 5月                           | 6月                           | 7月                           | 8月                           | 9月                           | 10月                          | 11月                          | 12月                          | 年                            |
| ---------------------------------- | ----------------------------- | ----------------------------- | ----------------------------- | ----------------------------- | ----------------------------- | ----------------------------- | ----------------------------- | ----------------------------- | ----------------------------- | ----------------------------- | ----------------------------- | ----------------------------- | ----------------------------- |
| 最高気温記録 °C （°F）             | 19.5 (67.1)                   | 23.5 (74.3)                   | 26.3 (79.3)                   | 29.9 (85.8)                   | 32.7 (90.9)                   | 36.2 (97.2)                   | 37.5 (99.5)                   | 38.4 (101.1)                  | 37.6 (99.7)                   | 32.5 (90.5)                   | 26.9 (80.4)                   | 22.8 (73)                     | 38.4 (101.1)                  |
| 平均最高気温 °C （°F）             | 9.5 (49.1)                    | 10.5 (50.9)                   | 14.1 (57.4)                   | 19.9 (67.8)                   | 24.9 (76.8)                   | 27.5 (81.5)                   | 31.4 (88.5)                   | 32.9 (91.2)                   | 28.7 (83.7)                   | 23.2 (73.8)                   | 17.4 (63.3)                   | 11.9 (53.4)                   | 21.0 (69.8)                   |
| 日平均気温 °C （°F）               | 4.5 (40.1)                    | 4.9 (40.8)                    | 8.2 (46.8)                    | 13.4 (56.1)                   | 18.4 (65.1)                   | 22.2 (72)                     | 26.2 (79.2)                   | 27.1 (80.8)                   | 23.2 (73.8)                   | 17.4 (63.3)                   | 11.7 (53.1)                   | 6.6 (43.9)                    | 15.3 (59.5)                   |
| 平均最低気温 °C （°F）             | −0.2 (31.6)                   | −0.2 (31.6)                   | 2.5 (36.5)                    | 7.2 (45)                      | 12.4 (54.3)                   | 17.7 (63.9)                   | 22.1 (71.8)                   | 22.8 (73)                     | 19.0 (66.2)                   | 12.6 (54.7)                   | 6.7 (44.1)                    | 1.9 (35.4)                    | 10.4 (50.7)                   |
| 最低気温記録 °C （°F）             | −6.5 (20.3)                   | −9.1 (15.6)                   | −4.9 (23.2)                   | −2.0 (28.4)                   | 3.0 (37.4)                    | 8.2 (46.8)                    | 14.5 (58.1)                   | 15.5 (59.9)                   | 7.9 (46.2)                    | 2.5 (36.5)                    | −2.0 (28.4)                   | −5.2 (22.6)                   | −9.1 (15.6)                   |
| 降水量 mm （inch）                 | 44.7 (1.76)                   | 51.9 (2.043)                  | 86.7 (3.413)                  | 86.0 (3.386)                  | 115.2 (4.535)                 | 171.7 (6.76)                  | 178.7 (7.035)                 | 121.5 (4.783)                 | 183.6 (7.228)                 | 123.6 (4.866)                 | 66.9 (2.634)                  | 61.9 (2.437)                  | 1,279.7 (50.382)              |
| 平均降水日数 （≥1.0 mm）           | 7.7                           | 8.3                           | 10.1                          | 10.0                          | 9.4                           | 12.3                          | 10.2                          | 8.0                           | 10.1                          | 8.9                           | 7.8                           | 9.2                           | 111.7                         |
| 平均月間日照時間                   | 111.7                         | 129.3                         | 166.8                         | 193.9                         | 203.9                         | 144.9                         | 182.2                         | 207.1                         | 147.5                         | 157.3                         | 131.2                         | 109.9                         | 1,888.3                       |
| 出典1：Japan Meteorological Agency |                               |                               |                               |                               |                               |                               |                               |                               |                               |                               |                               |                               |                               |
| 出典2：気象庁                      |                               |                               |                               |                               |                               |                               |                               |                               |                               |                               |                               |                               |                               |

### 人口
| |                                        |  |
| 三豊市と全国の年齢別人口分布（2005年） | 三豊市の年齢・男女別人口分布（2005年） |  |
| ■紫色 ― 三豊市 ■緑色 ― 日本全国 | ■青色 ― 男性 ■赤色 ― 女性              |  |
| 三豊市（に相当する地域）の人口の推移 \| 1970年（昭和45年） \| 75,210人 \| \| \| 1975年（昭和50年） \| 76,726人 \| \| \| 1980年（昭和55年） \| 77,939人 \| \| \| 1985年（昭和60年） \| 78,282人 \| \| \| 1990年（平成2年） \| 77,284人 \| \| \| 1995年（平成7年） \| 75,845人 \| \| \| 2000年（平成12年） \| 73,494人 \| \| \| 2005年（平成17年） \| 71,180人 \| \| \| 2010年（平成22年） \| 68,512人 \| \| \| 2015年（平成27年） \| 65,524人 \| \| \| 2020年（令和2年） \| 61,857人 \| \| |                                        |  |
| 総務省統計局 国勢調査より |                                        |  |
| 1970年（昭和45年） | 75,210人                               |  |
| 1975年（昭和50年） | 76,726人                               |  |
| 1980年（昭和55年） | 77,939人                               |  |
| 1985年（昭和60年） | 78,282人                               |  |
| 1990年（平成2年） | 77,284人                               |  |
| 1995年（平成7年） | 75,845人                               |  |
| 2000年（平成12年） | 73,494人                               |  |
| 2005年（平成17年） | 71,180人                               |  |
| 2010年（平成22年） | 68,512人                               |  |
| 2015年（平成27年） | 65,524人                               |  |
| 2020年（令和2年） | 61,857人                               |  |

### 地名
旧詫間町域
- 詫間
- 松崎
- 香田
- 大浜
- 積
- 箱
- 生里
- 粟島
- 志々島

旧仁尾町域
- 仁尾（甲・乙・丙・丁・戊・己・庚・辛）
- 家の浦

旧三野町域
- 吉津
- 下高瀬
- 大見

旧高瀬町域
- 上高瀬
- 新名
- 上勝間
- 下勝間
- 羽方
- 佐股
- 比地
- 比地中
- 上麻
- 下麻

旧豊中町域
- 比地大
- 上高野
- 下高野
- 岡本
- 笠田笠岡
- 笠田竹田
- 本山（甲・乙）

旧山本町域
- 辻
- 河内
- 大野
- 神田
- 財田西

旧財田町域
- 財田上
- 財田中

## 歴史
- 縄文時代から人が住んでおり、南草木、小蔦島（ともに仁尾町）に貝塚が残されている。南草木貝塚は香川県で最大の貝塚で、鏃（やじり）、皮剥ぎ器といった生活用具に加えて、竪穴建物跡が検出された。小蔦島貝塚は瀬戸内地方で最も古い貝塚であり、ハマグリ、シオフキ等のほか淡水に棲むヤマトシジミの貝殻等が出土している。
- 令制国としては讃岐国（現在の香川県）の一部であった。古くは三野郡（勝間郷、高瀬郷、詫間郷、熊岡郷、高野郷、大野郷、本山郷）および、豊田郡（刈田郡）山本郷に属していた。
- 戦国時代の天正7年3月3日（1579年3月29日）、仁尾城が長宗我部元親の侵攻により落城。城主・細川頼弘は自刃。
- 沿岸では古くから製塩業が盛んであった。
- 江戸時代、仁尾では丸亀藩や土佐藩から茶の取引を許可され、茶のほか搾油、魚、肥料問屋や酒、醤油、酢などの醸造元の大きな店が数多くあり栄えた。
- 1873年（明治6年）6月26日、上高野（豊中町）で西讃竹槍騒動発生。

### 近代自治体としての沿革
- 1890年（明治23年）2月15日 - 町村制施行
  - 上勝間村、下勝間村が合併して、勝間村が成立。
  - 上麻村、下麻村が合併して、麻村が成立。
  - 羽方村、佐股村が合併して、二ノ宮村が成立。
  - 上高瀬村、新名村が合併して、上高瀬村が成立。
  - 比地村、比地中村が合併して、比地二村が成立。
  - 財田上村、財田中村が合併して、財田村が成立。
  - 大野村、財田西村が合併して、財田大野村が成立。
  - 岡本村、下高野村が合併して、桑山村が成立。
  - 笠岡村、竹田村が合併して、笠田村が成立。
  - 寺家村、本大村（一部）が合併して、本山村が成立。
  - 詫間村、香田浦、松崎村が合併して、詫間村が成立。
  - 大浜浦、生里浦、箱浦、積浦が合併して、荘内村が成立。
  - 粟島村、志々島が合併して、粟島村が成立。
  - 仁保村、家浦が合併して、仁尾村が成立。
- 1924年（大正13年）4月1日 - 町制施行となり、仁尾町となる。
- 1942年（昭和17年）4月15日 - 詫間町町制施行
- 1955年（昭和30年）
  - 3月31日 - 上高瀬村、勝間村、比地二村、二ノ宮村、麻村が合併して、高瀬町となる（高瀬町 (香川県)#昭和の大合併も参照のこと）。
  - 4月1日 - 詫間町・荘内村・粟島村が合併し、詫間町が成立。
    - 大見村、下高瀬村、吉津村合併し三野村となる
    - 本山村・上高野村・笠田村・比地大村・桑山村が合併し、豊中村となる。
    - 辻村、河内村、財田大野村、神田村が合併し、山本村となる。
- 1957年（昭和32年）
  - 1月1日 - 豊中村が町制施行により豊中町となる。
  - 11月3日 - 山本村が町制施行により山本町となる。
- 1961年（昭和36年）9月1日 - 三野村が町制施行により三野町となる。
- 1968年（昭和43年）4月1日 - 詫間町と徳島県海部郡日和佐町（現・美波町）が姉妹都市提携。
- 1970年（昭和45年）2月15日 - 財田村が町制施行により財田町となる（この結果、香川県から村が消滅）。
- 1975年（昭和50年）4月1日 - 財田町と北海道虻田郡洞爺村（現・洞爺湖町）が姉妹都市提携。
- 1990年（平成2年）9月4日 - 詫間町とアメリカ・ワシントン州タコマ市が友好都市提携。
- 1995年（平成7年）8月 - 三野町とアメリカ・ニューヨーク州オチゴ郡ユナディラ町が友好都市提携。
  - 9月 - 三野町とベルギー・リュクサンブール州フロランヴィル町が友好都市提携。
- 1996年（平成8年）7月13日 - 高瀬町と大韓民国慶尚南道陜川郡が友好都市提携。
- 1997年（平成9年）
  - 1月25日 - 詫間町とアメリカ・ワシントン州ギグハーバー市が友好都市提携。
  - 1月28日 - 仁尾町とアメリカ・ウィスコンシン州ワウパカ市が姉妹都市提携。
- 1998年（平成10年）3月5日 - 詫間町と岡山県勝山町（現・真庭市）が姉妹都市提携。
- 2002年（平成14年）5月 - 三野町と中華人民共和国陝西省三原県が友好都市提携。
- 2006年（平成18年）1月1日 - 三豊郡仁尾町、高瀬町、豊中町、山本町、財田町、詫間町、三野町の7町が合併して成立した。合併により市制施行。同時に市章を制定する。[2]これによって三豊郡が消滅。

## 行政

### 歴代市長
| 代  | 氏名     | 就任日         | 退任日         | 備考           |
| --- | -------- | -------------- | -------------- | -------------- |
| 1-3 | 横山忠始 | 2006年2月12日  | 2017年11月3日  | 在職のまま死去 |
| 4   | 山下昭史 | 2017年12月24日 | 2021年12月23日 |                |
| 4   | 山下昭史 | 2022年1月30日  | 現職           |                |

市議会
- 市会議員 定数22人

### 衆議院
- 任期 ： 2021年（令和3年）10月31日 - 2025年（令和7年）10月30日（「第49回衆議院議員総選挙」参照）

| 選挙区                                                                    | 議員名     | 党派名     | 当選回数 | 備考   |
| ------------------------------------------------------------------------- | ---------- | ---------- | -------- | ------ |
| 香川県第3区（三豊市、丸亀市（旧丸亀市域）、観音寺市、善通寺市、仲多度郡） | 大野敬太郎 | 自由民主党 | 4        | 選挙区 |

## 産業
古くから製塩業が盛んであったが、近代以降は臨海部の港湾・工業開発に取り組み詫間港を中心とした臨海工業ゾーンを創出している。一方、荘内半島や沖合の島嶼部部では従来の除虫菊に代わり、マーガレット等の花卉園芸や自然と気候を生かした観光・レジャーに力を注いでいる。西日本有数の仁尾マリーナを有している。

### 農林・漁業
農業が最大の産業で、ブドウ（ニューピオーネ）、ミカン、モモなど「フルーツ王国みとよ」をキャッチフレーズに農産物のブランド化を図っている。香川県では最大の茶の産地で、茶のしずく(饅頭)の原料としても知られる高瀬茶が有名。他にはレタス、タマネギ、ビワ、米（たからだ米）などがとれる。農業と観光を融合させ、地域振興を図る取り組みが行われている。
良好な漁港に恵まれ、漁業も盛んである。

### 工業
詫間港では港湾産業の誘致に成功し、臨海工業地帯を形成している。1970年には香川県で3番目の貿易港に指定されている。
詫間町にキャンパスを持つ香川高等専門学校と連携した工業、情報技術開発や人工知能AI技術の応用も期待されている。
- 工業団地
  - 陣山工業団地
  - 丸谷工業団地
  - 神田工業団地

これらの中・南部の内陸の工業団地では化学メディカル系の割合が比較的高い。

### 商業、外食産業、観光等
三豊市の主な商業施設としてゆめタウン三豊がある。
南部の道の駅たからだの里さいたには産直販売や温泉、宿泊施設もあり、観光客が市内でも多い。また北西部沿岸にある父母ケ浜への来訪客も増加している。
グリーンツーリズム等の観光振興が課題であり、マラソン大会やロードレースなどスポーツとグリーンツーリズムを融合したイベントも実施され三豊市のイメージの向上にも努めている。
宝山湖ボールパークや緑ヶ丘総合運動公園サッカー場は、Jリーグクラブのカマタマーレ讃岐の練習拠点となっている。
市内高瀬町には、さぬき麺機が運営する全日本麺総合技術研修センターがある。香川県から委託された唯一の公的な「さぬきうどん学校」があり、全国または海外からの研修生も多い。これが｢さぬきうどんの聖地｣を三豊が称する根拠になっており、うどん行脚をはじめうどん関連観光も盛り上げられている。
四国八十八箇所霊場として大興寺、本山寺、弥谷寺がある。

## 姉妹都市・提携都市

### 国内
- 美波町（徳島県）
  - 2007年（平成19年）7月21日友好都市提携
- 洞爺湖町（北海道）
  - 2007年（平成19年）7月1日友好都市提携

### 海外
- 陜川郡（大韓民国慶尚南道）
  - 2007年（平成19年）7月13日に友好都市提携
- 三原県（中華人民共和国陝西省咸陽市）
  - 2009年（平成21年）1月13日に友好都市提携

## 地域

### 伝承

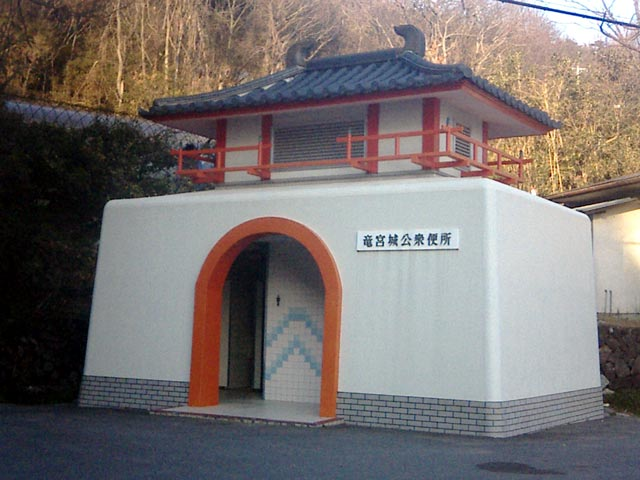
竜宮城公衆便所（荘内半島西側）

- 浦島太郎伝説 - 詳細は浦島太郎#香川県三豊市詫間町の浦島伝説を参照。

現在の荘内地区はかつて「浦島」と呼ばれていたことがあり、町内に浦島太郎に由来する地名がいくつか存在する。また三代目浦島太郎が存在し、町興しの一環として浦島太郎関連のモニュメントが数多く作られている。竜宮城を模した公衆トイレも設置されている。

### 風習
仁尾地区の一部では雛祭りは行われず、八朔の日に雛人形がともに飾られる。これは戦国時代、仁尾城（城主には細川土佐守頼弘ほか諸説あり。）が落城した日が陰暦3月3日であったことからといわれる。

## 教育

### 小学校
全て市立である。
| - 仁尾小学校 - 曽保小学校 - 詫間小学校 - 勝間小学校 - 上高瀬小学校 | - 二ノ宮小学校 - 麻小学校 - 比地小学校 - 笠田小学校 - 上高野小学校 | - 桑山小学校 - 比地大小学校 - 本山小学校 - 吉津小学校 - 下高瀬小学校 | - 松崎小学校 - 大見小学校 - 山本小学校 - 財田小学校 |

### 中学校
- 市立
  - 仁尾中学校
  - 詫間中学校
  - 高瀬中学校
  - 豊中中学校
  - 和光中学校
  - 三野津中学校
- 組合立
  - 三豊市観音寺市学校組合立三豊中学校

### 高等学校
- 県立
  - 香川県立高瀬高等学校
  - 香川県立笠田高等学校
- 私立
  - 四国学院大学香川西高等学校

### 高等専門学校
- 香川高等専門学校

### 専修学校
- 四国学院大学専門学校

## 公共施設

### 警察
- 三豊警察署

### 消防
- 三観広域行政組合北消防署
  - 本署（高瀬町、豊中町）
  - 第二分署（山本町、財田町）
  - 第三分署（詫間町、三野町、仁尾町）

### 医療
- 主な医療機関（三豊市立）
  - 財田診療所
  - みとよ市民病院
  - 西香川病院

### その他
- たくまシーマックス
- 三豊市立民俗資料館・考古館
- マリンウェーブ（三豊市文化会館）
- 三豊市市民交流センター

## スポーツ施設
- エリエールゴルフクラブ
- 琴平カントリークラブ
- 詫間カントリークラブ(閉鎖)
- 三豊市緑ヶ丘総合運動公園 - サッカー場、テニスコート（砂入り人工芝）、体育館
- 宝山湖公園 - サッカー場など（カマタマーレ讃岐の練習拠点）
- 三豊市豊中サンスポーツランド - 野球場、テニスコート（砂入り人工芝）
- 三豊市詫間町市民運動場 - 野球場、テニスコート（クレイ）
- 三豊市詫間町水出運動公園 - グラウンド、テニスコート（ラバー）
- 三豊市仁尾公園 - 野球場、テニスコート（砂入り人工芝）
- 三豊市山本ふれあい公園 - 多目的広場（野球、サッカー等）、テニスコート（砂入り人工芝）、ゲートボール場
- 三豊市財田町総合運動公園（三豊市財田B&G海洋センター） - 多目的広場（ソフトボール、サッカー等）、テニスコート（砂入り人工芝）、プール、体育館
- 三豊市高瀬B&G海洋センター - テニスコート（クレイ）、プール、体育館
- 財田川リバーサイドパーク - ゲートボール場、多目的芝生広場
- 三豊市山本河川敷運動公園 - ソフトボール場、サッカー場
- 三豊市弓道場 - 近的、遠的

## 交通

### 鉄道路線
- 四国旅客鉄道
  - 予讃線：（多度津町） - 津島ノ宮駅(臨) - 詫間駅 - みの駅 - 高瀬駅 - 比地大駅 - 本山駅 - （観音寺市）。
    - 津島ノ宮駅は、 津嶋神社の夏の大祭に合わせて1年に2日間（8月4日のほぼ終日と8月5日の8時頃～13時頃）しか営業しない臨時駅である（時刻表に載るのは6月号～8月号のみ）。この両日は多くの参詣客で賑わう。
    - 市の中心駅は高瀬駅。

  - 土讃線：（まんのう町） - 讃岐財田駅 - （徳島県三好市）

### 路線バス・高速バス
- 三豊市コミュニティバス
- JR四国バス（三豊市役所、ゆめタウン三豊　観音寺エクスプレス号神戸大阪方面）
- 琴平バス（三豊市役所、ゆめタウン三豊、父母ヶ浜、うどん空港シャトルバス高松空港）

### 連絡船・渡船市
- 粟島汽船（詫間港 - 粟島・志々島）
- つたじま渡船[6]（仁尾港 - 蔦島）

### 道路

#### 高速道路
- 三豊鳥坂IC - 高瀬PA - さぬき豊中IC

#### 一般国道
- 国道11号、国道32号、国道377号、国道319号

（ただし国道319号は徳島県三好市山城町川口まで国道32号と重複している。）

#### 県道
| - 主要地方道 - 香川県道5号観音寺池田線 - 香川県道6号込野観音寺線 - 香川県道21号丸亀詫間豊浜線 （さぬき浜街道） - 香川県道22号善通寺綾歌線 - 香川県道23号詫間琴平線 - 香川県道24号善通寺大野原線 - 香川県道35号豊中三野線 - 香川県道48号善通寺詫間線 - 香川県道49号観音寺善通寺線 | - 一般県道 - 香川県道197号財田まんのう線 - 香川県道202号春日讃岐財田停車場線 - 香川県道218号財田上高瀬線 - 香川県道219号神田高瀬線 - 香川県道220号大見吉津仁尾線 - 香川県道221号宮尾高瀬線 - 香川県道222号下高瀬高瀬線 - 香川県道223号詫間停車場線 - 香川県道224号岡本高瀬線 - 香川県道225号羽方豊中線 - 香川県道226号財田西豊中線 - 香川県道227号汐木洲崎詫間線 - 香川県道229号本山停車場線 - 香川県道230号帰来本山停車場線 - 香川県道231号詫間仁尾線 - 香川県道232号紫雲出山線 - 香川県道233号仁尾港線 - 香川県道234号大浜仁尾線 - 香川県道271号豊中仁尾線 |

## 名所・旧跡・観光スポット・祭事・催事・名産
自然
- 粟島
  - 粟島海洋記念公園
  - 粟島海洋記念館（旧粟島海員学校）
  - ル・ポール粟島
  - 漂流郵便局

- 志々島
- 蔦島
- 荘内半島
  - 紫雲出山
  - 紫雲出山遺跡館
  - フラワーパーク浦島
  - 鴨之越

神社・仏閣

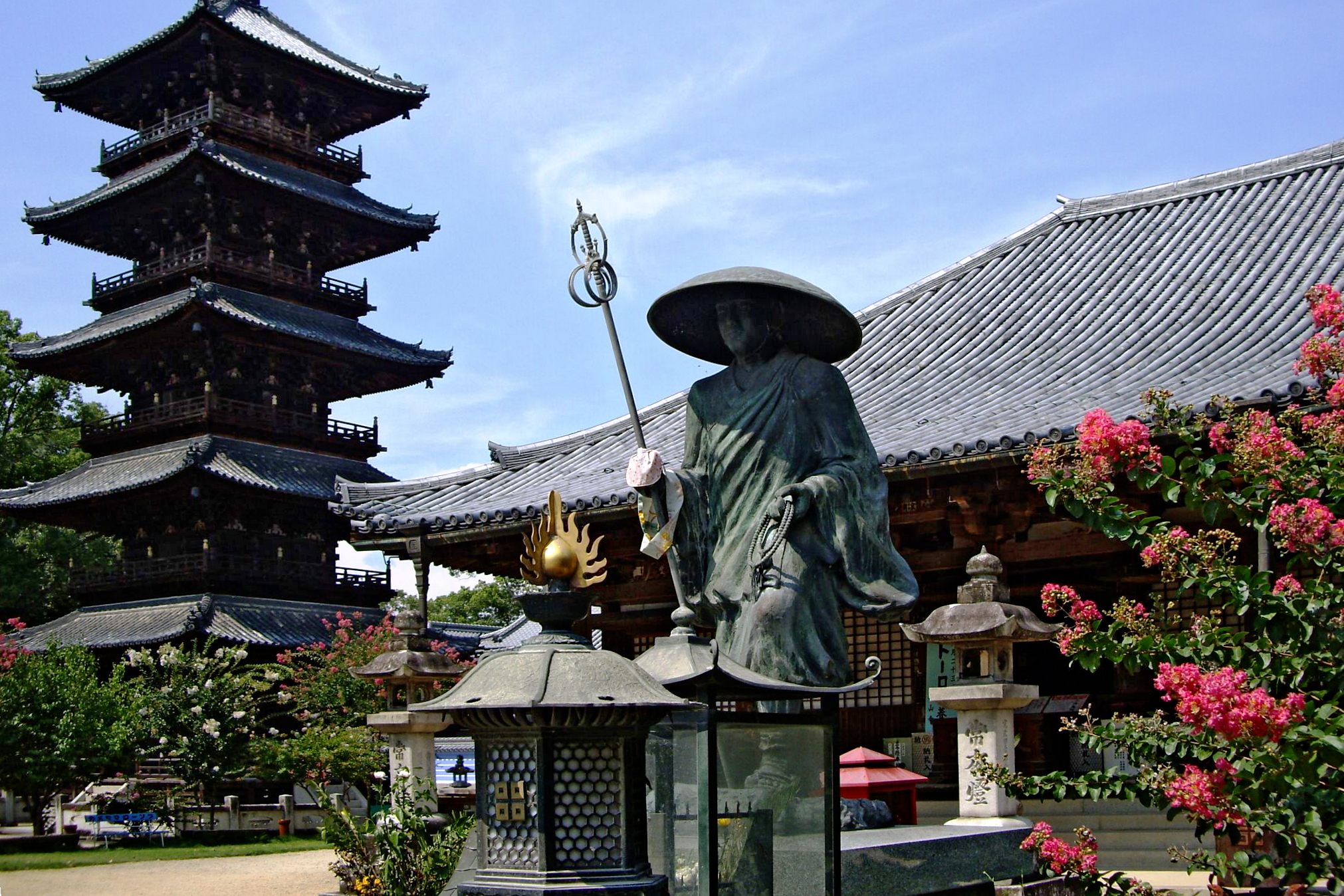
国宝・本山寺

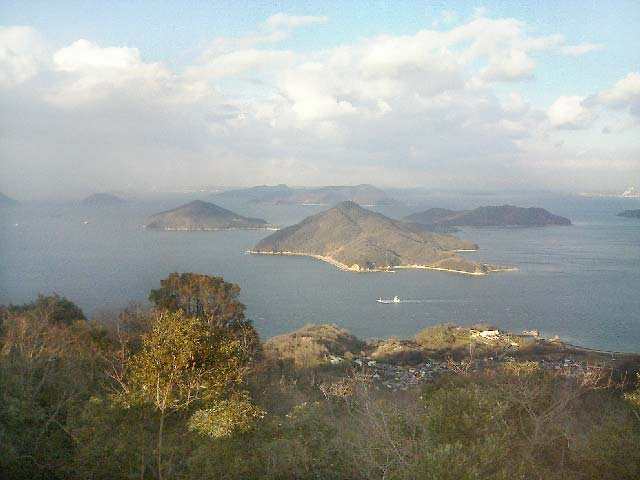
粟島

- 津嶋神社 ：夏季大祭のときのみ橋桁がかけられ島に渡れる。

- 大水上神社（讃岐国二宮）

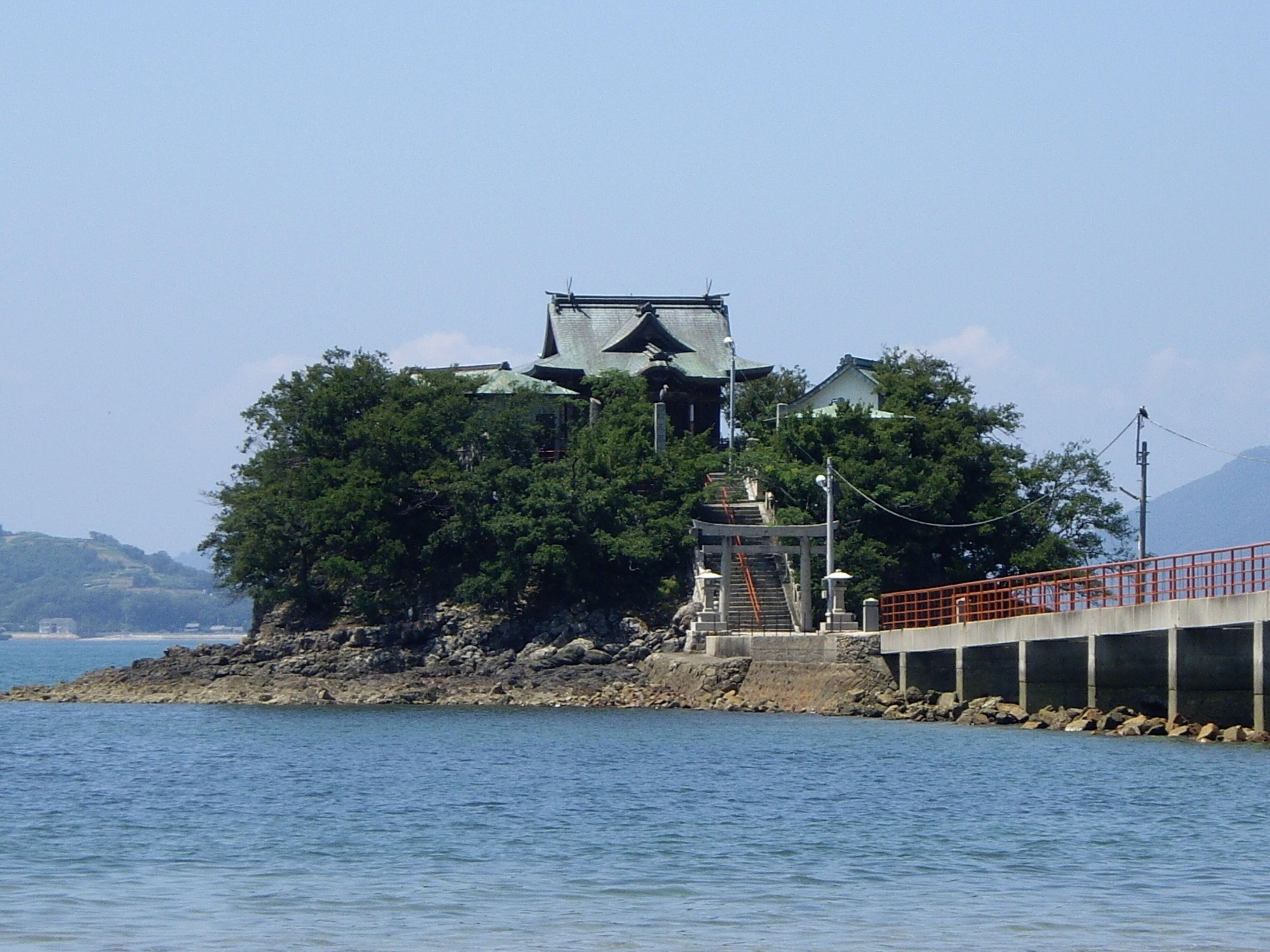
津嶋神社

- 高永山本門寺（通称　讃岐本門寺∣大坊さん）：大坊市が11月末に境内で開催される。
- 法蓮寺歓喜院（高瀬町下麻）：不空羂索観音坐像は国の重要文化財。
- 覚城院 - 仁尾城址、鐘楼堂（重要文化財）
- 岩屋妙見宮（仁尾町） - 朝日の妙見さん
- 首山観音（高瀬町）

札所寺院
- 四国八十八ヶ所霊場：(67)大興寺、(70)本山寺（本堂は国宝）、(71)弥谷寺
- 新四国曼荼羅霊場：(18)善性院、(19)妙音寺、(20)延命院、(21)伊舎那院、(22)密蔵寺
- 四国三十六不動霊場：(29)本山寺、(30)妙音寺

観光スポット

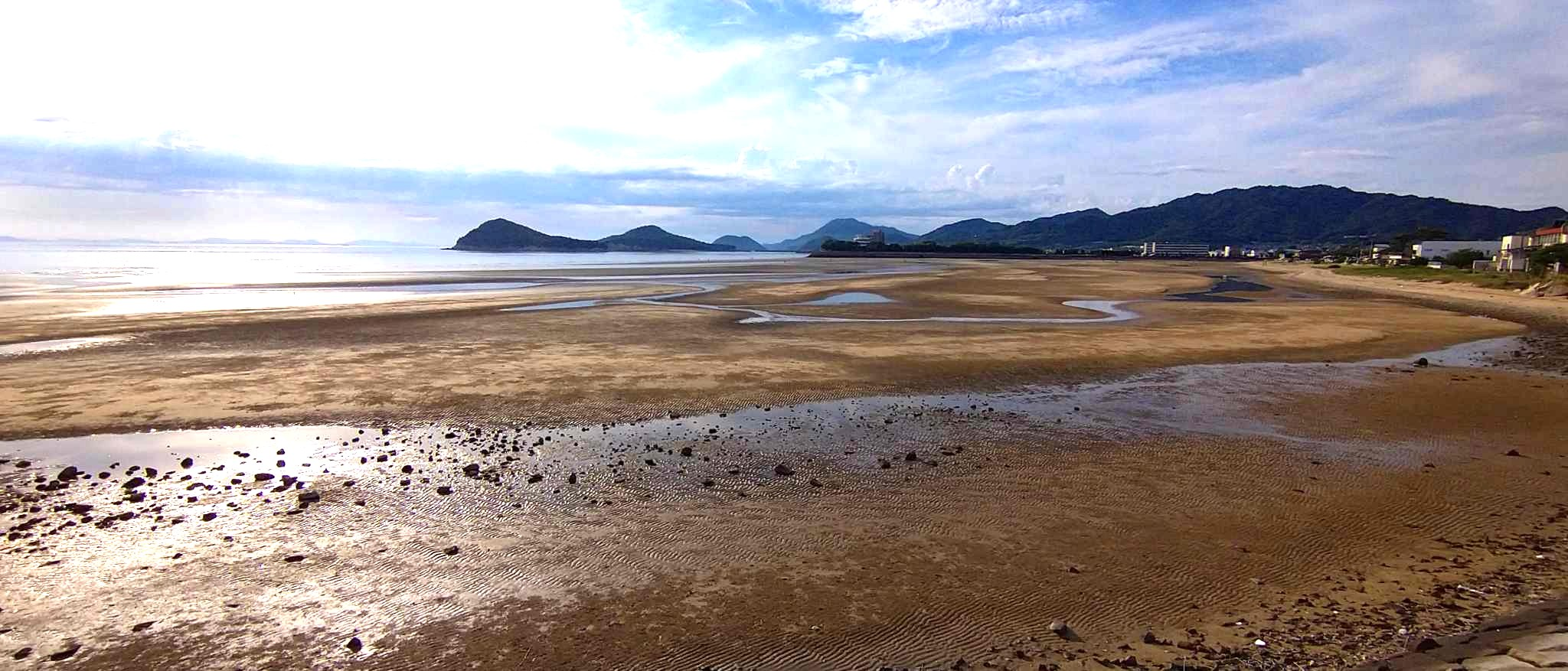
父母ヶ浜（仁尾町）

- 父母ヶ浜（ちちぶがはま）海水浴場 - 遠浅の海面が、時間帯・天候によっては水鏡のように映す光景がInstagramで有名になり、「日本のウユニ塩湖」と呼ばれることがある[7]。
- 香川用水記念公園

- 不動の滝カントリーパーク（豊中町）

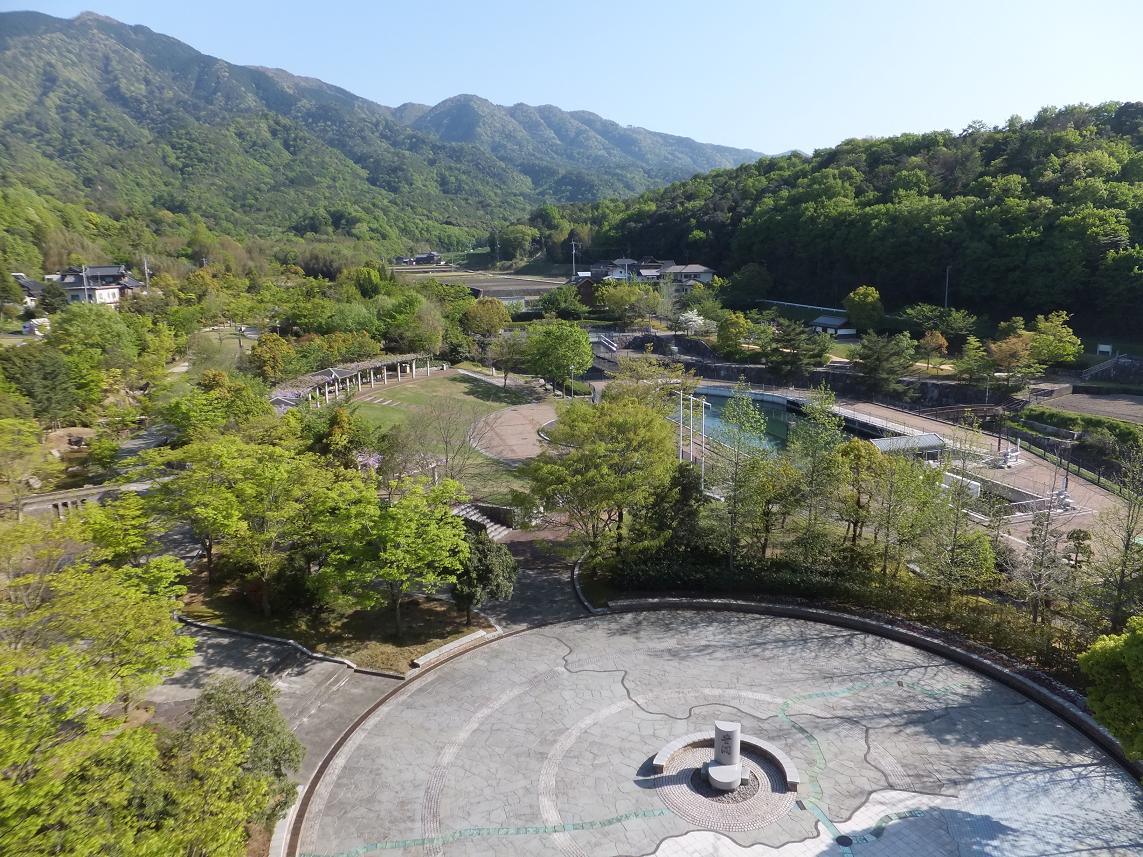
香川用水記念公園

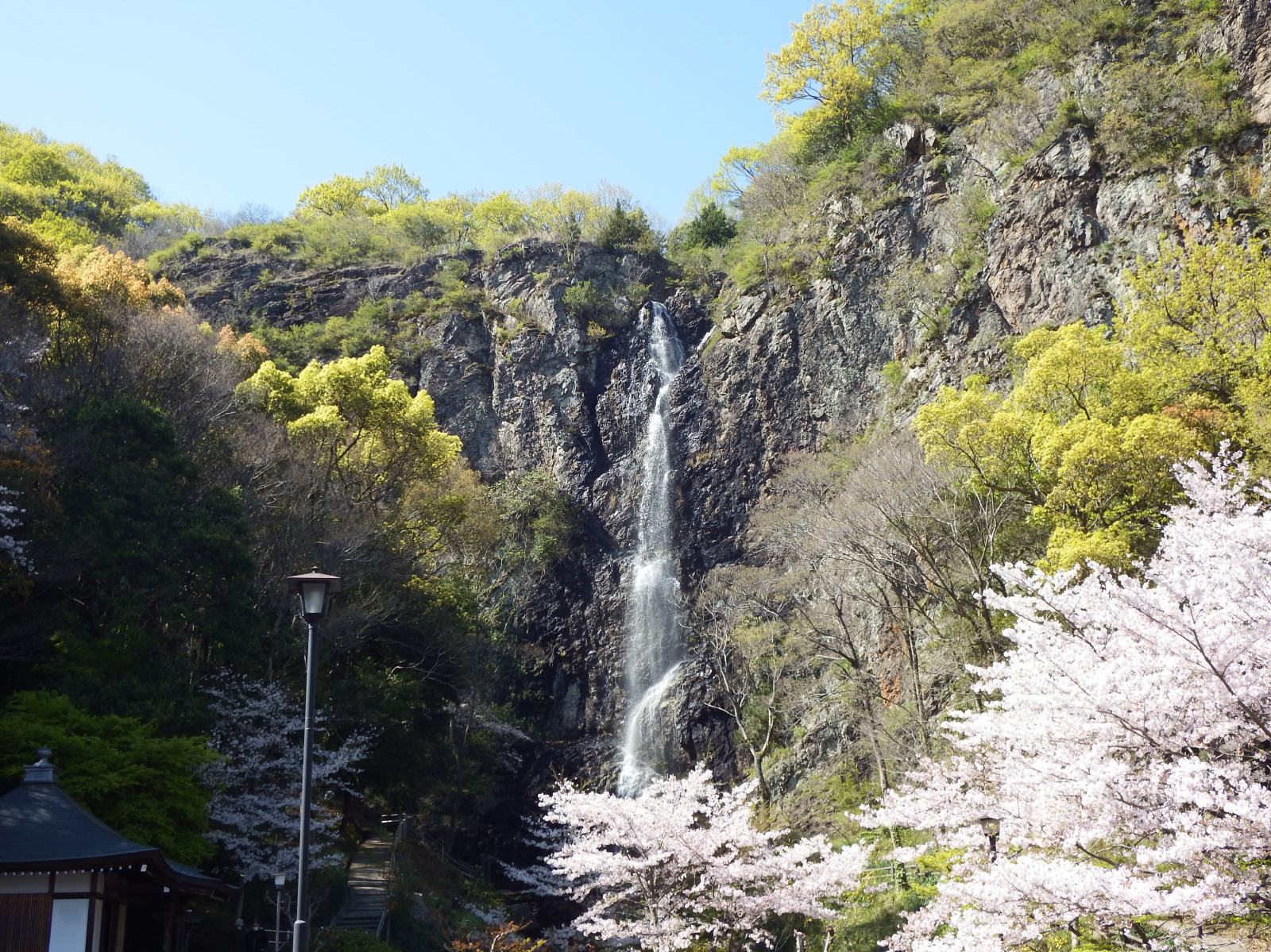
不動の滝カントリーパーク

- 爺神公園（高瀬町）：讃岐七富士の爺神山にある。
- 二ノ宮地区の茶畑（高瀬町）
- 朝日山森林公園（高瀬町）：山頂に郷土資料館の模擬天守閣、桜の名所

- 仁尾マリーナ
- みかんの里（仁尾町）
- たかせ天然温泉（高瀬町）
- 道の駅たからだの里さいた
- 道の駅ふれあいパークみの

祭事・催事
- 仁尾八朔人形祭り
- どぶろく祭り（宇賀神社・豊中町）
- 仁尾竜まつり[8]

その他

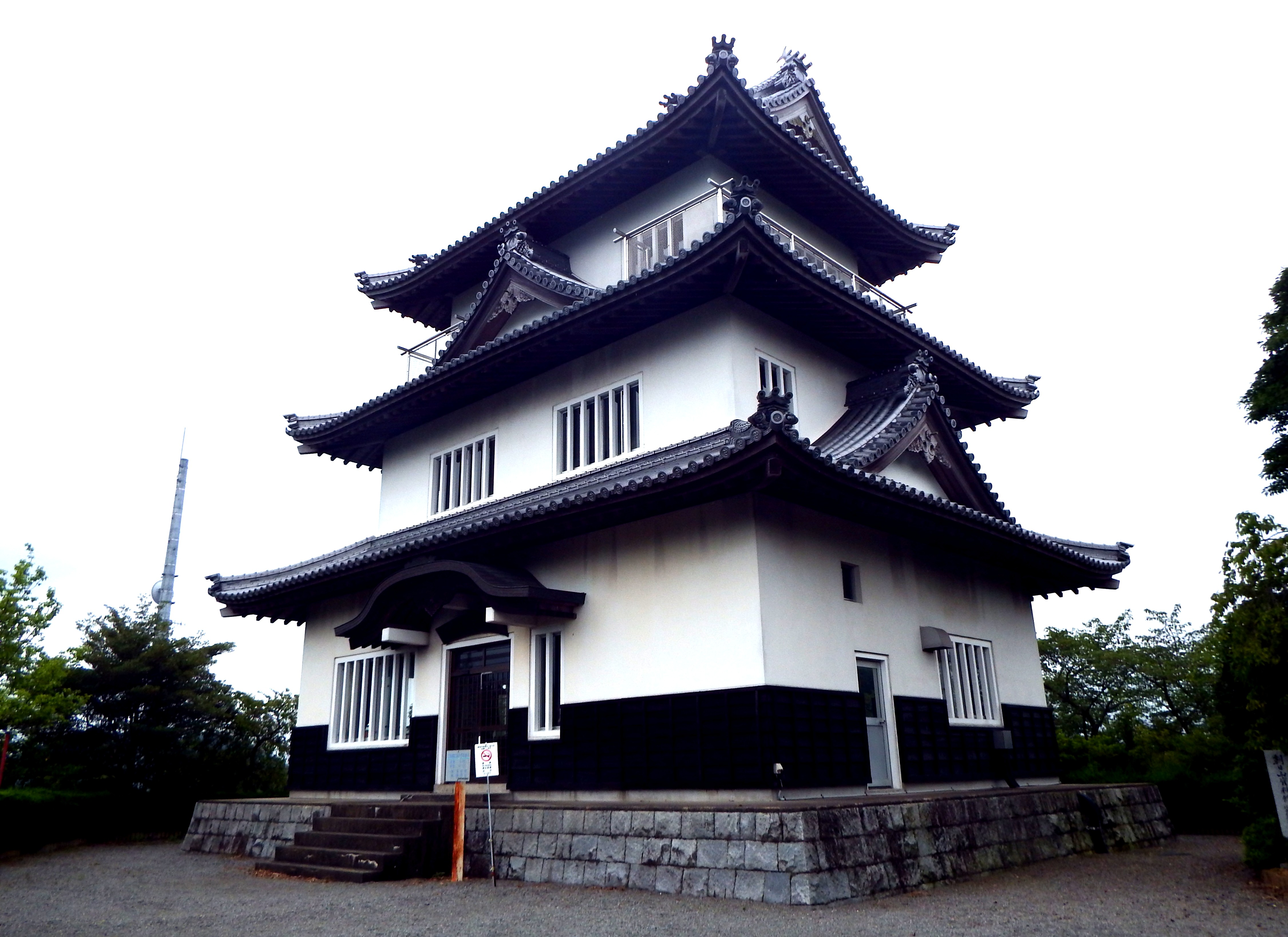
朝日山麻口城（郷土資料館）

- 塩釜神社（仁尾町）のラヂオ塔：四国に現存する3基のラジオ塔のひとつ

- 名産

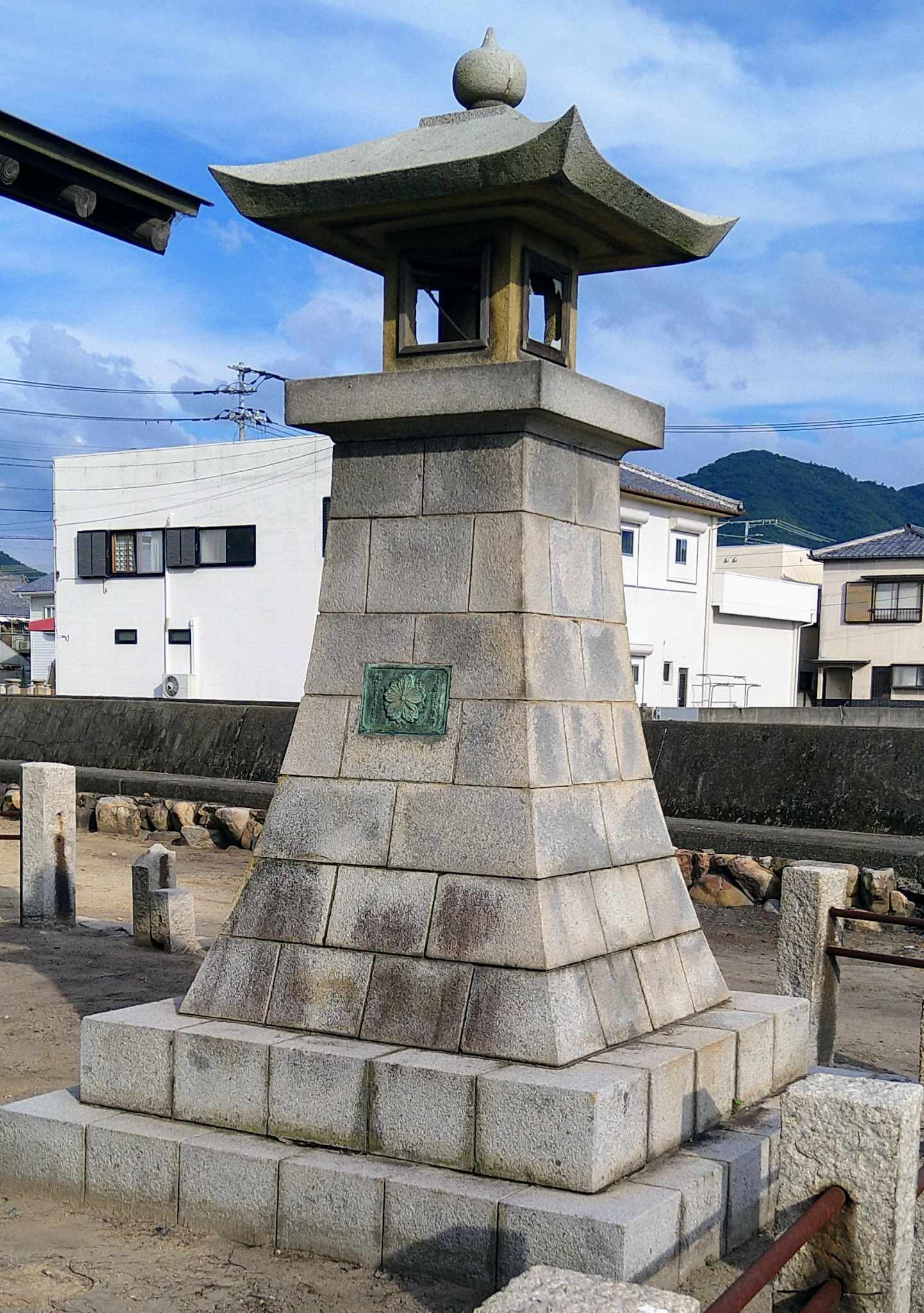
ラヂオ塔

  - 鳥坂（とっさか）まんじゅう[9]と甘酒まんじゅう（善通寺市）

## メディア、通信、郵便

### ケーブルテレビ
- 三豊ケーブルテレビ放送（本社：観音寺市）

### 電話の市外局番
全域が0875（観音寺MA）

### 郵便
郵便局
- 高瀬郵便局（集配局）：767-00xx、767-85xx、767-86xx、767-87xx、768-01xx、769-15xx
- 財田郵便局（集配局）：769-04xx
- 詫間郵便局（集配局）：769-11xx、769-14xx

- 勝間郵便局
- 麻郵便局
- 二ノ宮郵便局
- 大見郵便局

- 吉津郵便局
- 山本郵便局
- 財田黒川郵便局

- 蟻ノ首郵便局
- 荘内浦島郵便局
- 粟島郵便局

- 仁尾郵便局
- 比地大郵便局
- 本山郵便局
- 上高野郵便局

簡易郵便局
- 比地簡易郵便局
- 下高瀬簡易郵便局
- 財田西簡易郵便局

- 神田簡易郵便局
- 松崎簡易郵便局
- 笠田簡易郵便局(2019年11月30日より閉鎖[10])

- 財田中簡易郵便局(2021年4月1日より閉鎖[11])
- 箱簡易郵便局(2021年2月1日廃止[12])

## 著名な出身者
- 石井絹治郎 - 大正製薬創業者。
- 岩倉壽 - 日本画家。
- 臼杵美智代 - マリンバ、サヌカイト奏者。
- 大久保諶之丞 - 事業家・政治家（四国新道（現・国道32号）の建設など）。
- 大塚安則 - 元プロ野球選手。
- 尾崎智子 - フルート奏者。
- 梶剛 - ・よしもとクリエイティブ・エージェンシー所属。2代目『香川県住みます芸人』。元勝山梶・大浦梶。
- カズシMC - Mセットラッパーズヒップホップアーティスト。
- 桂こけ枝 - 落語家。
- 要潤 - 俳優。旧・三豊郡三野町出身。※三豊ふるさと大使。
- 川崎ひかる - 女子プロ野球。
- 河野憲治 - 『NHKメディア総局』特別主幹。BS1『ワールドWaveトゥナイト』トゥナイトアンカー、『ニュースウオッチ9』メインキャスターを歴任。
- 栗本キミ代（旧姓：松崎） - 元卓球選手、世界チャンピオン。
- 田尾和俊 - 麺通団団長、四国学院大学（教授：情報加工学）。
- 田村実造 - 京都大学教授。
- 栂尾祥雲 - 高野山大学学長、仏教学者。
- 鳥取滋治郎 - 実業家。憲仁親王妃久子の父。
- 野田弘 - 坂出市教育長。「小川楠一」名義で「香川県民歌」を作詞。
- 藤岡友香 - 歌手。
- 前川忠夫 - 元香川大学学長、元香川県知事。
- 真鍋賢二 - 元参議院議員、元環境庁長官。
- 馬渕英里何 - 女優、旧芸名は「馬渕英俚可」。旧・三豊郡豊中町[13]出身。※三豊ふるさと大使
- 三宅徳三郎 - 元高松市長。
- 桃田賢斗 - バドミントン日本代表選手。
- 横田忠義（メキシコシティ銀メダル、ミュンヘン金メダル、モントリオール4位、元全日本女子監督）三豊市財田町
- 森佳子 - 元西日本放送アナウンサー。
- 森諦圓 - 種智院大学学長、洛南高等学校校長、真言宗御室派総本山仁和寺門跡(第41世)、覚城院住職。
- 森茂吉 - タカセ洋菓子創業者（三豊市高瀬町出身であることが店名の由来）。
- 矢野庄太郎 - 政治家、元大蔵大臣。
- 吉田靖直 - ミュージシャン。ロックバンド「トリプルファイヤー」のボーカル。
- 横山英幸 - 大阪市長

## 三豊市を舞台とした作品
- 漫画及びテレビアニメ『瀬戸の花嫁』で主人公の祖母及びメインヒロインの瀬戸燦が暮らす実家が仁尾町にある。

- 映画『機関車先生』のロケーション撮影が粟島、志々島で行われた。
- 映画『きな子〜見習い警察犬の物語〜』のロケ撮影が詫間町箱で行われた。